# Senoculus
Senoculus is een geslacht van spinnen uit de familie Senoculidae.

## Soorten
Het geslacht kent de volgende soorten:
- Senoculus albidus (F. O. P.-Cambridge, 1897)
- Senoculus barroanus Chickering, 1941
- Senoculus bucolicus Chickering, 1941
- Senoculus cambridgei Mello-Leitão, 1927
- Senoculus canaliculatus F. O. P.-Cambridge, 1902
- Senoculus carminatus Mello-Leitão, 1927
- Senoculus darwini (Holmberg, 1883)
- Senoculus fimbriatus Mello-Leitão, 1927
- Senoculus gracilis (Keyserling, 1879)
- Senoculus guianensis Caporiacco, 1947
- Senoculus iricolor (Simon, 1880)
- Senoculus maronicus Taczanowski, 1872
- Senoculus minutus Mello-Leitão, 1927
- Senoculus monastoides (O. P.-Cambridge, 1873)
- Senoculus nigropurpureus Mello-Leitão, 1927
- Senoculus penicillatus Mello-Leitão, 1927
- Senoculus planus Mello-Leitão, 1927
- Senoculus plumosus (Simon, 1880)
- Senoculus prolatus (O. P.-Cambridge, 1896)
- Senoculus proximus Mello-Leitão, 1927
- Senoculus purpureus (Simon, 1880)
- Senoculus robustus Chickering, 1941
- Senoculus rubicundus Chickering, 1953
- Senoculus rubromaculatus Keyserling, 1879
- Senoculus ruficapillus (Simon, 1880)
- Senoculus scalarum Schiapelli & Gerschman, 1958
- Senoculus silvaticus Chickering, 1941
- Senoculus tigrinus Chickering, 1941
- Senoculus uncatus Mello-Leitão, 1927
- Senoculus wiedenmeyeri Schenkel, 1953
- Senoculus zeteki Chickering, 1953